# Рагходжи II Бхонсле
Рагходжи II Бхонсале (Рагуджи II Бхонсле) (умер 22 марта 1816 года) — четвертый маратхский махараджа Нагпура из династии Бхонсле (1788—1816).

## Биография
Сын Мудходжи I Бхонсле (+ 1788), махараджи Нагпура (1772—1788). Рагходжи был усыновлен в младенчестве своим дядей Джаноджи Бхонсле, махараджей Нагпура (1755—1772), чтобы стать его избранным наследником. Джаноджи умер в 1772 году, и его братья Мудходжи и Сабаджи боролись за престолонаследие, пока Мадходжи не застрелил другого в битве при Панчгаоне, в шести милях к югу от Нагпура, и унаследовал регентство от имени Рагходжи.
Королевство Нагпур достигло наибольшего размаха в первой половине правления Рагходжи.
Рагходжи II приобрел Хошангабад и нижнюю часть долины Нармада между 1796 и 1798 годами. Мадходжи добился расположения англичан, и эта политика некоторое время продолжалась Рагходжи II. Однако в 1803 году Рагходжи объединился с Даулатом Рао Шинде из Гвалиора против Британской Ост-Индской компании во Второй англо-маратхской войне. Два маратхских правителя потерпели сокрушительное поражение при Асаи и Аргаоне, и по Деогаонскому договору того же года Рагхожи уступил британцам Каттак, южный Берар и Самбалпур, хотя Самбалпур и Патна были оставлены только в 1806 году.
К концу XVIII века администрация Нагпура была в целом хорошей, и княжество процветало. Первые четыре махараджи Нагпура из династии Бхонсале были военными вождями с повадками грубых солдат, связанных кровными узами и постоянным фамильярным общением со всеми своими главными офицерами. Происходя из класса земледельцев, они поддерживали и поощряли этот порядок.
До 1792 года их территории редко становились театром военных действий, а площадь обрабатываемых земель и доходы продолжали увеличиваться при довольно справедливой и чрезвычайно простой системе правления.
Однако после заключения Деогаонского договора все изменилось. Рагходжи II был лишен трети своих территорий, и он попытался компенсировать потерю доходов за счет оставшейся части. Деревни были безжалостно разграблены, и было введено много новых налогов.
Во время бхонслско-английских войн наваб Бхопала отнял у бхонслов Хусангабад и Шивани. В 1807 году Рагходжи послал свою армию и захватил Каинпурвади и Канкигад на территории Бхопала. Позже он заключил соглашение с Шинде о согласованном нападении на Бхопал. Две армии осадили форт Бхопал в 1814 году. Но Рагходжи вывел свои войска, когда наваб Бхопала попросил британской помощи.
Войскам не выплачивали жалованье, и они поддерживали себя, грабя земледельцев, в то же время начались набеги пиндари, которые стали настолько смелыми, что в 1811 году они продвинулись до Нагпура и сожгли пригороды. Именно в это время было построено большинство многочисленных деревенских крепостей, к которым при приближении этих мародеров крестьянин отступал и сражался за свою жизнь, все, что он имел за стенами, было для него уже потеряно.
Рагходжи Бхонсле умер 22 марта 1816 года, ему наследовал его сын Парсоджи Бхонсле (1778—1817), правивший в 1816—1817 годах.

## Личная жизнь
Любимой королевой Рагходжи II была Бакабай . Он был «набожным и преданным своей матери».